# アドリアン・ボネ
アドリアン・ハビエル・ボネ・サンチェス（Adrián Javier Bone Sánchez 、1988年9月8日 - ）は、エクアドル・エスメラルダス出身のプロサッカー選手。サッカーエクアドル代表。CSエメレク所属。ポジションはGK。

## 経歴

### クラブ
LDUクエンカでプロデビュー。以来、エクアドル国内のクラブを渡り歩いている。

### 代表
2011年に代表初キャップ。2014年にはワールドカップ参加メンバーに選ばれた。

## 所属クラブ
- LDUクエンカ 2006
- SDアウカス 2007
- CD ESPOLI 2008-2010
- デポルティーボ・キト 2013
- CDエル・ナシオナル 2013-2017
- CSDインデペンディエンテJT 2017-

→ CSエメレク 2018- (loan)

## 代表歴

### 出場大会
- エクアドル代表
  - 2014 FIFAワールドカップ

### 試合数
- 国際Aマッチ 3試合 0得点（2011年-2014年）[2]

| エクアドル代表 | 国際Aマッチ | 国際Aマッチ |
| 年             | 出場        | 得点        |
| -------------- | ----------- | ----------- |
| 2011           | 2           | 0           |
| 2012           | 0           | 0           |
| 2013           | 0           | 0           |
| 2014           | 1           | 0           |
| 通算           | 3           | 0           |